# Прапор Шептицького району
Пра́пор Шептицького райо́ну затверджений рішенням 10 сесії районної ради 20 серпня 2021.
Автор символіки – український історик, фахівець у галузі спеціальних історичних дисциплін, доктор історичних наук Андрій Гречило.

## Опис прапора
Прямокутне полотнище зі співвідношенням ширини до довжини 2:3, розділене з нижнього кута від древка по діагоналі на верхнє червоне і нижнє чорне трикутні поля, у центрі спинається білий грифон із жовтим дзьобом та язиком.